# هينك بوس
هينك بوس (بالهولندية: Henk Bos)‏ (12 نوفمبر 1992 بستادسكانال في هولندا - ) هو كاتب سيناريو ولاعب كرة قدم هولندي في مركز الهجوم. لعب مع نادي إيمن ونادي غرونينغن.

## وصلات خارجية
- هينك بوس على موقع قاعدة بيانات كرة القدم.إي يو (الإنجليزية)
- هينك بوس على موقع Soccerway.com (الإنجليزية)
- هينك بوس على موقع عالم كرة القدم.نت (الإنجليزية)